# Tricalysia zambesiaca
Tricalysia zambesiaca är en måreväxtart som beskrevs av Elmar Robbrecht. Tricalysia zambesiaca ingår i släktet Tricalysia och familjen måreväxter. Inga underarter finns listade i Catalogue of Life.